# Лібор Гаєк
Лібор Гаєк (чеськ. Libor Hájek, нар. 4 лютого 1998, Смрчек) — чеський хокеїст, захисник клубу ЧЕ «Динамо» (Пардубиці). Гравець збірної команди Чехії. Чемпіон світу.

## Ігрова кар'єра
Хокейну кар'єру розпочав на батьківщині 2012 року виступами за команду «Комета». У сезоні 2014–15 років дебютував в основному складі команди. У 2015 році продовжив свої виступи за клуб ЗХЛ «Саскатун Блейдс».
2016 року був обраний на драфті НХЛ під 37-м загальним номером командою «Тампа-Бей Лайтнінг».
21 березня 2017 року, Гаєк підписав трирічний контракт початкового рівня з «Тампа-Бей Лайтнінг». Але весь сезон відіграв за фарм-клуб «Сірак'юс Кранч».
26 лютого 2018 року Гаєка обміняли до клубу «Нью-Йорк Рейнджерс». 3 жовтня 2019 року Лібор записав до свого активу перше очко в НХЛ, зробивши результативну передачу на Міка Зібанеджада в матчі-відкритті сезону 2019–20 років проти клубу «Вінніпег Джетс».
13 листопада 2020 року на правх оренди перейшов до чеського клубу «Комета».
7 вересня 2021 року «Рейнджерс» уклав із чехом однорічний контракт. 12 липня 2022 року сторони продовжили контракт ще на один рік. Більшу частину сезону 2022–23 років Гаєк провів у «Рейнджерс», але з 10 лютого 2023 року виступав за фарм-клуб «Гартфорд Вулф Пек».
На правах вільного агента перейшов до клубу «Піттсбург Пінгвінс» з яким 30 серпня 2023 року підписав контракт. Після тренувального збору чеха відправили до фарм-клубу «Віклс-Беррі/Скрентон Пінгвінс». 17 жовтня 2023 року, він підписав річний контракт з «Віклс-Беррі». Після одинадцяти матчів, в яких Лібор не набрав жодного очка за згодою сторін розірвали угоду. Гаєк повернувся до Чехії, де 15 грудня 2023 року підписав п'ятирічний контракт з клубом ЧЕ «Динамо» (Пардубиці).
Був гравцем молодіжної збірної Чехії, у складі якої брав участь у 31 іграх.
Гравець національної збірної команди Чехії. У складі збірної став чемпіоном світу 2024 року.

## Статистика

### Клубні виступи
| Сезон        | Клуб                            | Ліга         | Регулярний сезон | Регулярний сезон | Регулярний сезон | Регулярний сезон | Регулярний сезон | Плей-оф | Плей-оф | Плей-оф | Плей-оф | Плей-оф |
| Сезон        | Клуб                            | Ліга         | І                | Г                | П                | О                | ШХ               | І       | Г       | П       | О       | ШХ      |
| ------------ | ------------------------------- | ------------ | ---------------- | ---------------- | ---------------- | ---------------- | ---------------- | ------- | ------- | ------- | ------- | ------- |
| 2012–13      | «Комета»                        | ЧЕ U18       | 43               | 1                | 3                | 4                | 57               | 3       | 0       | 1       | 1       | 0       |
| 2013–14      | «Комета»                        | ЧЕ U18       | 32               | 4                | 14               | 18               | 24               | 10      | 0       | 7       | 7       | 8       |
| 2013–14      | «Комета»                        | ЧЕ U20       | 13               | 0                | 1                | 1                | 10               | —       | —       | —       | —       | —       |
| 2014–15      | «Комета»                        | ЧЕ U18       | 2                | 1                | 2                | 3                | 4                | —       | —       | —       | —       | —       |
| 2014–15      | «Комета»                        | ЧЕ U20       | 44               | 1                | 9                | 10               | 62               | 1       | 0       | 0       | 0       | 0       |
| 2014–15      | «Комета»                        | ЧЕ           | 17               | 0                | 1                | 1                | 2                | 7       | 0       | 0       | 0       | 0       |
| 2015–16      | «Саскатун Блейдс»               | ЗХЛ          | 69               | 3                | 23               | 26               | 76               | —       | —       | —       | —       | —       |
| 2016–17      | «Саскатун Блейдс»               | ЗХЛ          | 65               | 4                | 22               | 26               | 81               | —       | —       | —       | —       | —       |
| 2016–17      | «Сірак'юс Кранч»                | АХЛ          | 8                | 1                | 0                | 1                | 4                | —       | —       | —       | —       | —       |
| 2017–18      | «Саскатун Блейдс»               | ЗХЛ          | 33               | 8                | 17               | 25               | 26               | —       | —       | —       | —       | —       |
| 2017–18      | «Реджайна Петс»                 | ЗХЛ          | 25               | 4                | 10               | 14               | 4                | 4       | 1       | 0       | 1       | 12      |
| 2018–19      | «Гартфорд Вулф Пек»             | АХЛ          | 58               | 0                | 5                | 5                | 36               | —       | —       | —       | —       | —       |
| 2018–19      | «Нью-Йорк Рейнджерс»            | НХЛ          | 5                | 1                | 0                | 1                | 6                | —       | —       | —       | —       | —       |
| 2019–20      | «Нью-Йорк Рейнджерс»            | НХЛ          | 28               | 0                | 5                | 5                | 12               | —       | —       | —       | —       | —       |
| 2019–20      | «Гартфорд Вулф Пек»             | АХЛ          | 23               | 1                | 2                | 3                | 14               | —       | —       | —       | —       | —       |
| 2020–21      | «Комета»                        | ЧЕ           | 10               | 0                | 2                | 2                | 4                | —       | —       | —       | —       | —       |
| 2020–21      | «Нью-Йорк Рейнджерс»            | НХЛ          | 44               | 2                | 2                | 4                | 10               | —       | —       | —       | —       | —       |
| 2021–22      | «Гартфорд Вулф Пек»             | АХЛ          | 5                | 0                | 2                | 2                | 6                | —       | —       | —       | —       | —       |
| 2021–22      | «Нью-Йорк Рейнджерс»            | НХЛ          | 17               | 0                | 1                | 1                | 8                | —       | —       | —       | —       | —       |
| 2022–23      | «Гартфорд Вулф Пек»             | АХЛ          | 24               | 2                | 4                | 6                | 31               | 5       | 0       | 1       | 1       | 6       |
| 2022–23      | «Нью-Йорк Рейнджерс»            | НХЛ          | 16               | 1                | 0                | 1                | 4                | —       | —       | —       | —       | —       |
| 2023–24      | «Віклс-Беррі/Скрентон Пінгвінс» | АХЛ          | 11               | 0                | 0                | 0                | 14               | —       | —       | —       | —       | —       |
| 2023–24      | «Динамо» (Пардубиці)            | ЧЕ           | 20               | 4                | 5                | 9                | 12               | 16      | 0       | 3       | 3       | 10      |
| 2024–25      | «Динамо» (Пардубиці)            | ЧЕ           | 47               | 3                | 7                | 10               | 41               | 16      | 3       | 5       | 8       | 14      |
| Усього в НХЛ | Усього в НХЛ                    | Усього в НХЛ | 110              | 4                | 8                | 12               | 40               | —       | —       | —       | —       | —       |
| Усього в ЧЕ  | Усього в ЧЕ                     | Усього в ЧЕ  | 94               | 7                | 15               | 22               | 59               | 39      | 3       | 8       | 11      | 24      |

### Збірна
| Рік                | Команда            | Турнір             | Місце              |    | І | Г  | П  | О  | ШХ |
| ------------------ | ------------------ | ------------------ | ------------------ | -- | - | -- | -- | -- | -- |
| 2014               | Чехія              | U17                | 7-е                | 5  | 0 | 1  | 1  | 4  |    |
| 2014               | Чехія              | МІГ18              | 2                  | 5  | 0 | 1  | 1  | 4  |    |
| 2015               | Чехія              | ЮЧС                | 6-е                | 5  | 1 | 0  | 1  | 4  |    |
| 2015               | Чехія              | МІГ18              | 6-е                | 4  | 0 | 1  | 1  | 4  |    |
| 2016               | Чехія              | ЮЧС                | 7-е                | 5  | 0 | 2  | 2  | 6  |    |
| 2018               | Чехія              | МЧС                | 4-е                | 7  | 1 | 7  | 8  | 6  |    |
| 2021               | Чехія              | ЧС                 | 7-е                | 8  | 1 | 2  | 3  | 2  |    |
| 2024               | Чехія              | ЧС                 | 1                  | 10 | 1 | 1  | 2  | 6  |    |
| Молодіжна збірна   | Молодіжна збірна   | Молодіжна збірна   | Молодіжна збірна   | 31 | 2 | 12 | 14 | 28 |    |
| Національна збірна | Національна збірна | Національна збірна | Національна збірна | 18 | 2 | 3  | 5  | 8  |    |